# Blanc bleu belge
Pour les articles homonymes, voir BBB.
La blanc bleu belge (BBB) est une race bovine belge destinée à la production de viande.

## Origine

### Historique

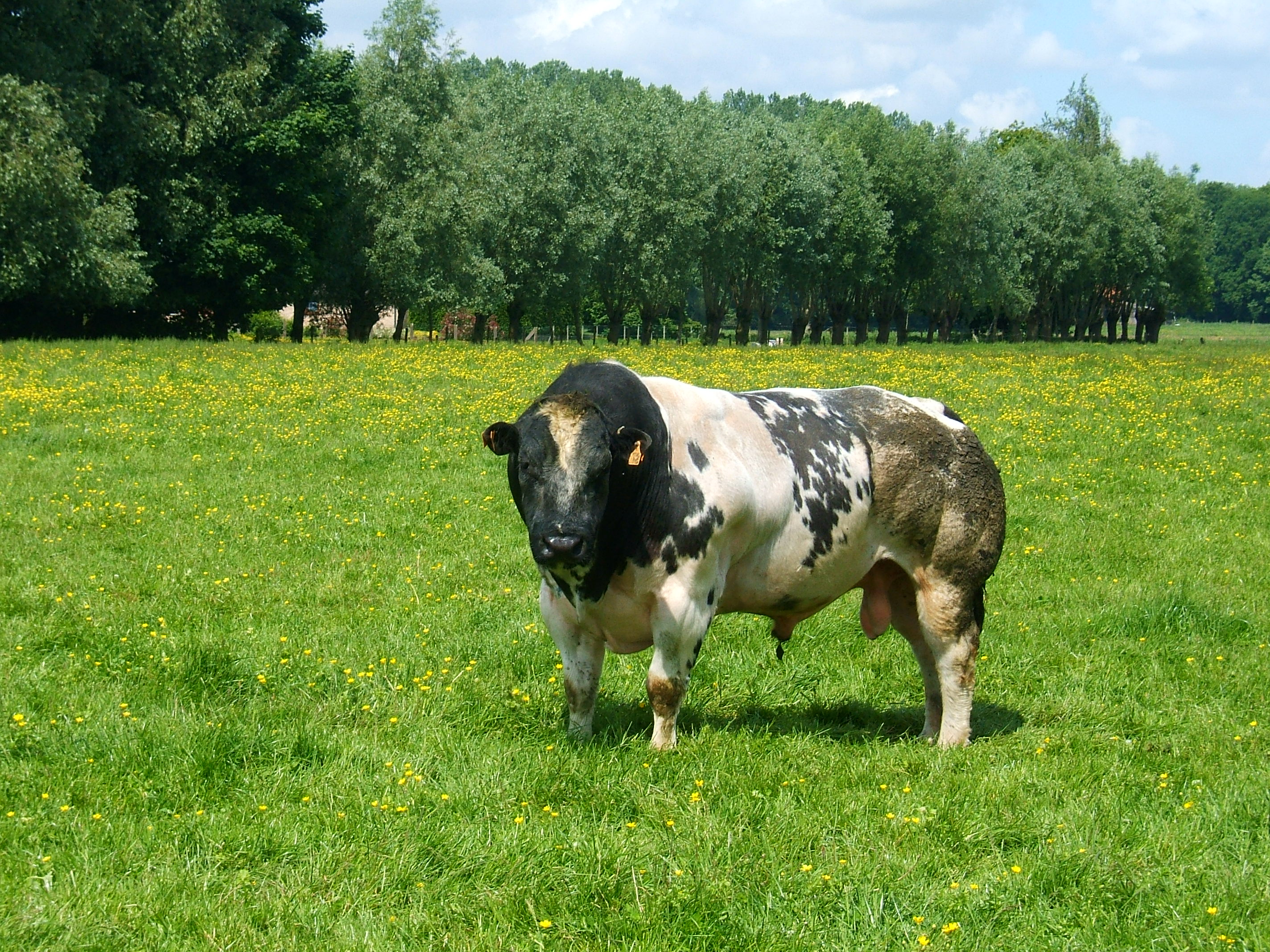
Taureau blanc bleu au pâturage.

Cette race est issue d'une population bovine hétérogène au cours du XIXe siècle. À cette époque, des croisements avec des taureaux shorthorn importés d'Angleterre sont effectués. Au début du XXe siècle, un début de sélection génétique vise à uniformiser la population en augmentant la production laitière et la conformation de carcasse à l'abattage. La Première Guerre mondiale arrête les projets, qui reprennent en 1919. L'objectif est d'obtenir une race capable de produire 4 000 litres de lait par lactation au taux butyrique de 3,5 %, tout en ayant une musculature apte à donner des carcasses bien valorisées. Au tournant des années 1960, l'efficacité laitière de la race holstein entraîne une réorganisation du travail de sélection. La race mixte périclite, difficilement maintenue par une poignée d'éleveurs (la race française bleue du Nord est très voisine de la BBB mixte). Sur la majeure partie du troupeau, la sélection est accentuée vers la capacité musculaire des taureaux d'abord, des vaches ensuite. La race connue sous le nom de vache de moyenne et haute Belgique devient blanc bleu belge en 1973. L'appui technique de la station de sélection de Ciney permet la sélection des jeunes mâles et leur testage sur descendance.

### Géographique

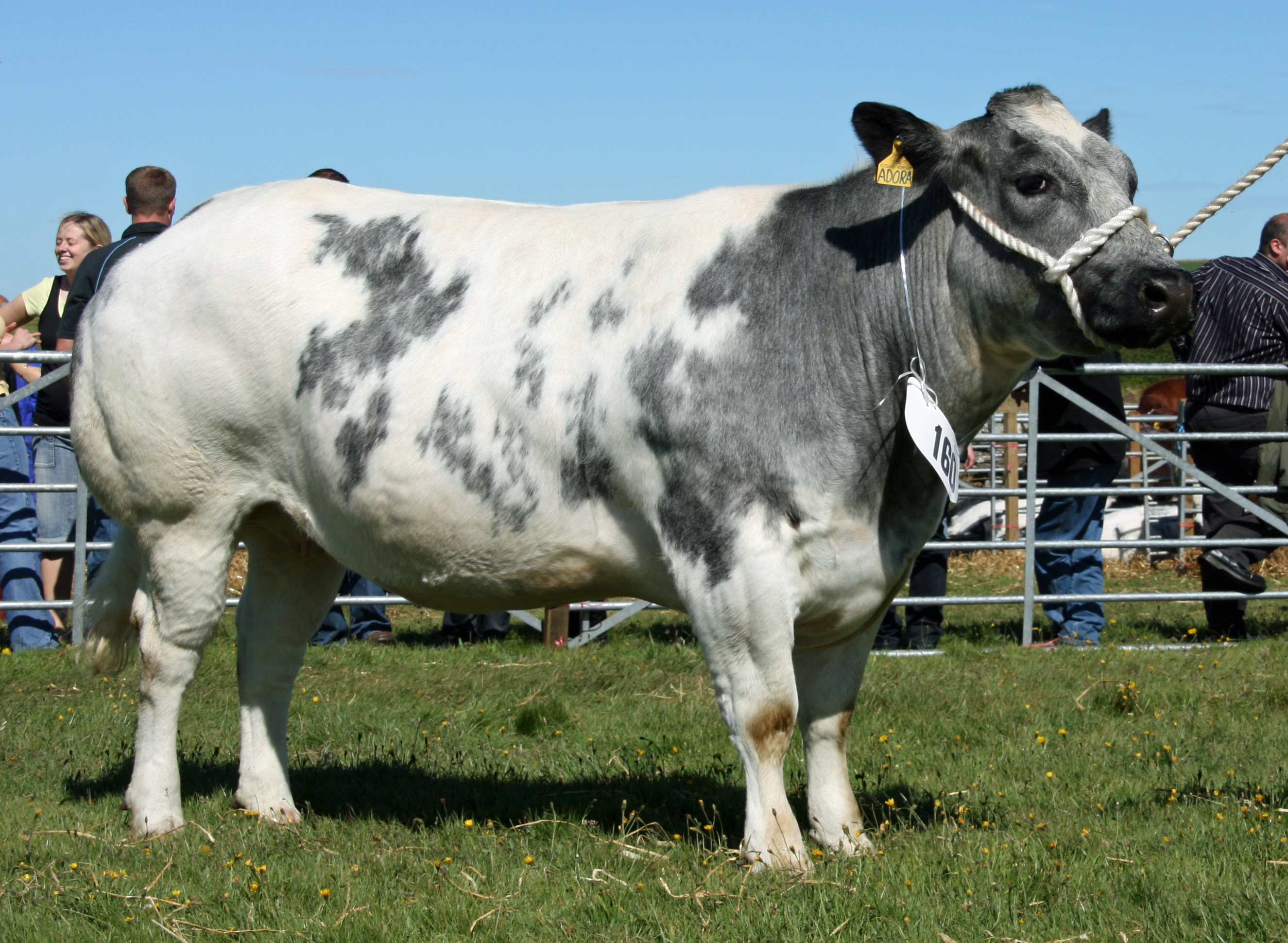
Génisse lors d'un concours dans les iles Orcades.

En Belgique, berceau de la race, la blanc bleu représente 50 % du cheptel, soit environ 1 083 000 têtes ; on la retrouve particulièrement en Région wallonne où elle atteint 65 % du troupeau. Généralement élevée en race à viande en Europe du Nord (là où les conditions climatiques et de qualité de fourrage se rapprochent de sa Belgique natale) elle est souvent utilisée en croisement ailleurs.
En France, la race a été introduite dans les années 1970. En 1989, un registre généalogique a été ouvert. En 2005, la population est de 136 000 animaux. 50 000 vaches et 1 000 taureaux sont inscrits au registre. 60 % d'entre eux sont disponibles à l'insémination artificielle. Elle est aussi utilisée en croisement industriel : ses qualités permettent de gagner 200 € par veau à la vente par rapport à un veau de race laitière pure.
Aux États-Unis, la blanc bleu est habituellement utilisée en croisement. Une comparaison menée par le centre fédéral a eu lieu entre les croisements (BBB x hereford x angus) et (hereford x angus). Il a démontré une nette supériorité du croisement avec BBB : rendement à l'abattage supérieur de 1,7 %, rendement en viande supérieur de 6,7 % et teneur en lipide diminuée de 7,4 %. Elle s'exporte également en race pure en Russie depuis 2015, pour l'amélioration des races locales.
Parallèlement, si des tests de saveur n'ont pas donné de différences notables sur le steak, ils ont démontré la supériorité du rôti en tendreté. Ces résultats ont encouragé l'usage de la BBB en croisement avec des zébus au Brésil et en Argentine pour obtenir des animaux à la viande plus tendre.

## Morphologie

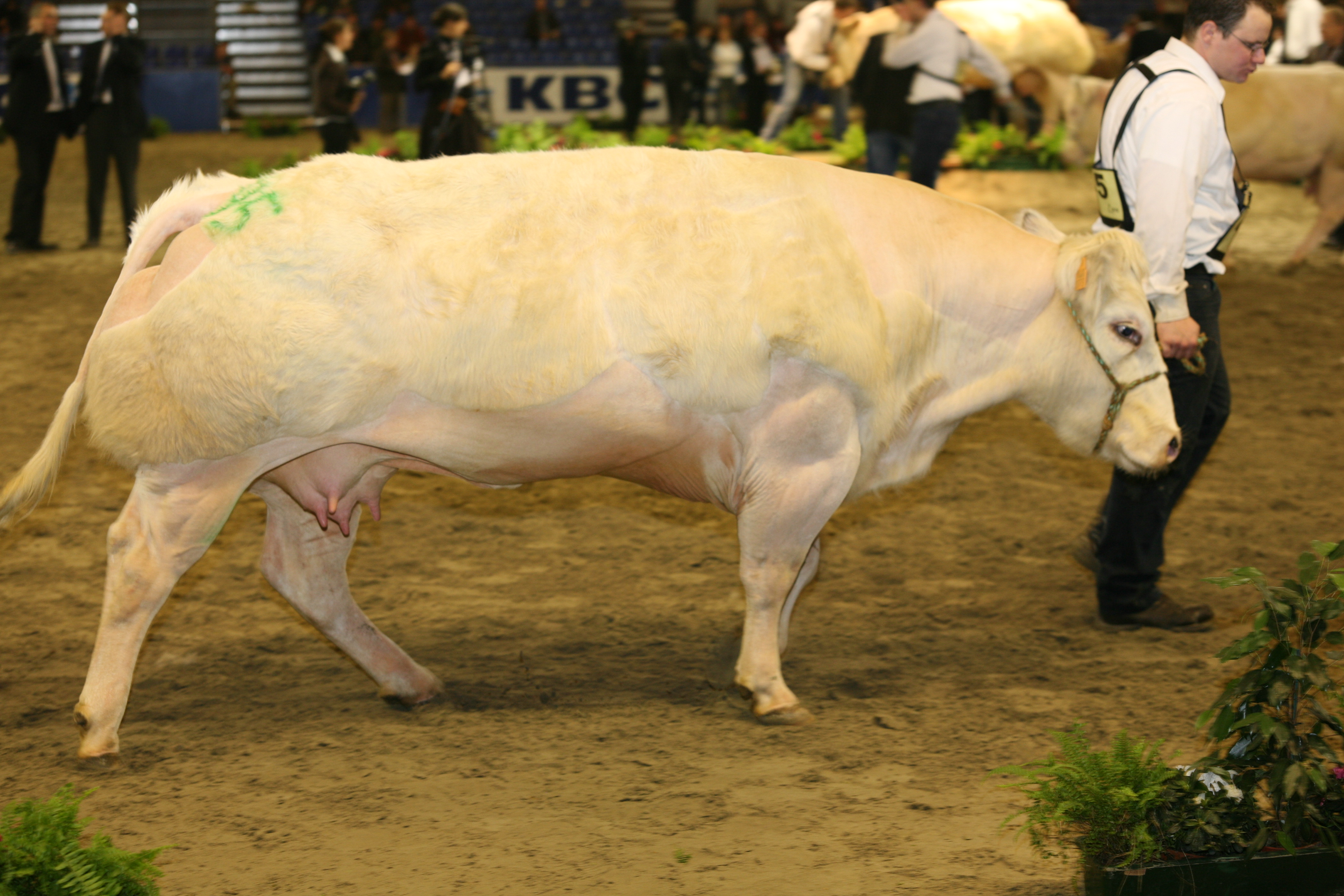
Vache BBB lors d'un concours.

Sa robe est généralement blanche avec des taches bleues (pie bleu) ou noires (pie noir). La couleur de la peau est blanche et les muqueuses foncées. La vache mesure 135 cm pour 800 kg, et elle porte de larges cornes en croissant. Le taureau mesure 145 cm et dépasse souvent les 1 300 kg. Son poil est épais, presque laineux chez les jeunes (voir photo).
La silhouette est massive de type culard. L'absence de gras rend les muscles saillants sous la peau. La musculature est homogène sur tout le corps, des épaules aux cuisses en passant par le dos et les reins. Celle-ci est renforcée par l'inhibition de la myostatine, protéine qui elle-même limite, normalement, la croissance musculaire.

## Qualités

### En élevage
À l'origine, la race a une vocation mixte (lait et viande). Elle a été orientée par sélection vers la production de viande. La sélection s'est faite sur le gène culard ; il provoque une hypertrophie musculaire de l'arrière-train. La race a donc un gros format de carcasse. Race docile, elle est efficace à l'engraissement (capacité à donner beaucoup de viande pour une quantité déterminée d'aliments) qui produit le plus de viande à l'hectare grâce à une très bonne conversion de la ration alimentaire en viande. De plus, la carcasse donne un rendement à l'abattage exceptionnel (70 % et au-delà) et un pourcentage de morceaux nobles (à griller) des plus élevés. Race d'origine locale et rustique, elle s'adapte bien à tous les types d'élevage en Belgique et dans le Nord de la France. La viande de la race Blanc bleu belge n'est pas autorisée dans le commerce bio, car cette race vêle à 95 % par césarienne, ce qui dépasse largement les 20 % autorisés en bio.

### En croisement industriel
Parmi ses qualités, il faut aussi mentionner le potentiel génétique intéressant en croisement avec des races laitières. La vente de veaux croisés est un plus pour l'éleveur laitier. Pour cela, la sélection des mâles s'opère sur plusieurs caractères. La petite taille des veaux à la naissance, facilite les vêlages naturels. Le fort potentiel de croissance induit que la petite taille à la naissance ne réduit en rien le poids à l'abattage. Le gain de poids quotidien est très élevé pour une quantité de nourriture moindre : en moyenne, un individu de cette race gagne 1,4 kilos de poids vif par individu en plus par rapport aux autres races. La couleur blanche dominante est recherchée ; la descendance sera pâle, révélant dès huit jours lors de la vente aux engraisseurs, l'origine génétique du père. Le veau est ainsi payé plus cher.

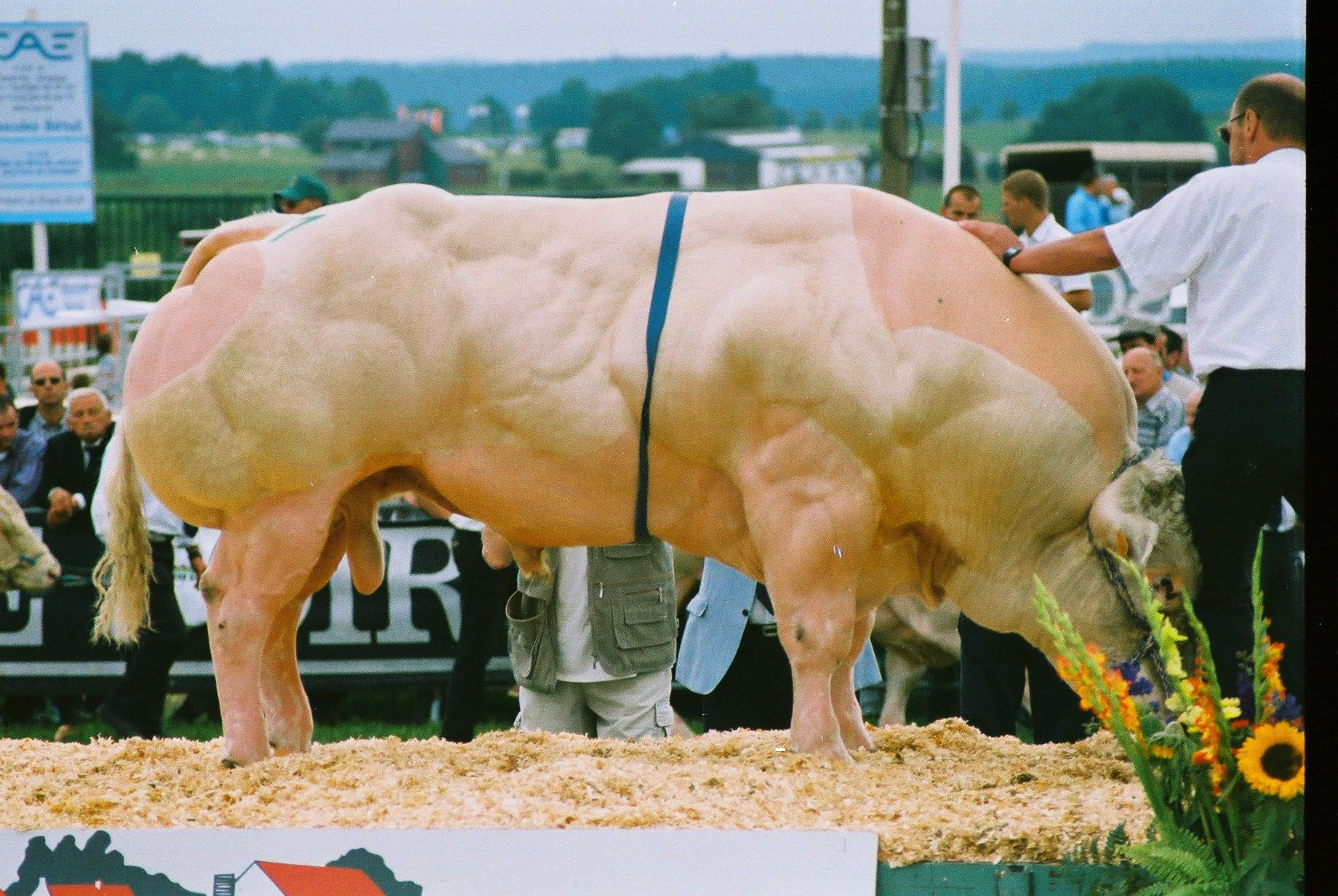
Taureau à la musculature impressionnante.

### À l'abattoir
L'hypertrophie musculaire donne une carcasse très lourde avec un pourcentage exceptionnel de viande : 70 % et plus, même sans jeûne préalable. Dans cette carcasse, la viande est maigre (peu de déchet à la découpe) et le pourcentage de morceaux « nobles » (à griller) est élevé (meilleure rémunération à la vente par les bouchers).
La finesse des fibres entraîne une tendreté de la viande. Maigre, elle a de grandes qualités diététiques. En revanche, la faible teneur en graisse nuit à ses qualités gustatives.

### Inconvénients

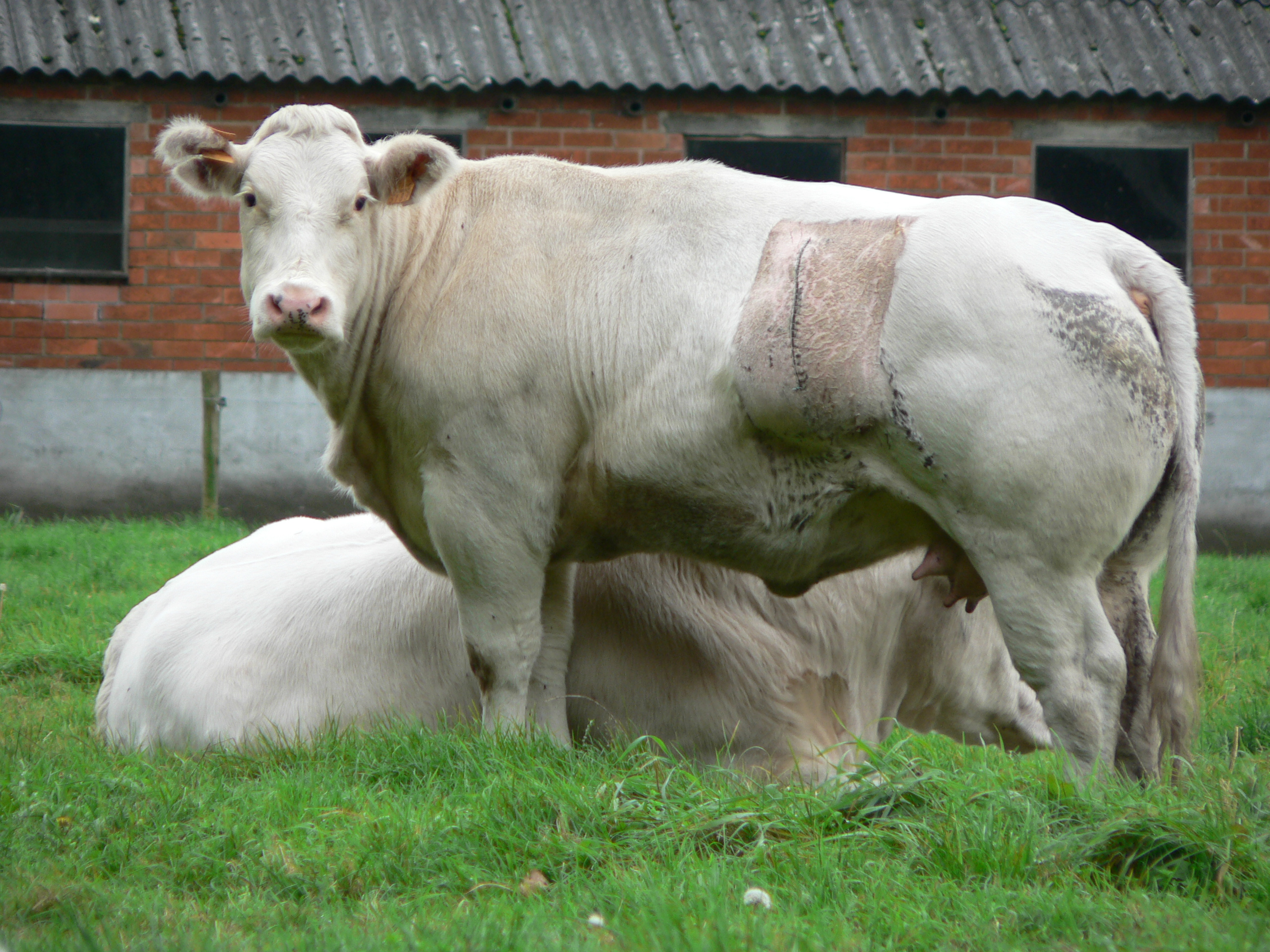
Vache blanc bleu ayant subi une césarienne.

En revanche, la morphologie des cuisses des vaches gêne pour le vêlage. Cela entraîne toujours le recours à une césarienne. Pour cette raison, l'élevage de ce bovin doit prévoir le coût et la disponibilité locale d'un vétérinaire. Certains pays nordiques ont donc interdit son importation et son croisement avec d'autres races ; dans le cas particulier de la Suède, la Cour de justice des Communautés européennes a toutefois jugé que de telles interdictions étaient contraires au droit communautaire.
En Belgique, son élevage est pointé du doigt pour ses conséquences écologiques et son bilan carbone. Sous l'impulsion notamment de l'Association wallonne de l'élevage (AWE) et depuis 2022, le projet wallon "Blanc Bleu Vert" vise à réduire les émissions de méthane du secteur.